# Lydec
Lydec S.A. (arabisch: ليدك) oder Lyonnaise des Eaux de Casablanca ist ein marokkanisches Unternehmen mit Sitz in Casablanca. Es ist in der Stromverteilung, der Trinkwasserversorgung und der Abwasserreinigung und -aufbereitung tätig. Die Gruppe ist in den Regionen Casablanca, Mohammedia und Aïn Harrouda tätig. Lydec ist eine marokkanische Tochtergesellschaft der französischen Gruppe Veolia, nachdem sie bis Januar 2022 zur französischen Gruppe Suez gehörte.
Der Umsatz verteilte sich 2019 sich wie folgt auf die einzelnen Aktivitäten:
- Verteilung von Strom (73,3 %): Ende 2019 besaß die Gruppe ein Netz von 9535 km;
- Vertrieb von Trinkwasser (20,8 %) über ein Netz von 6667 km.
- Wasseraufbereitung (5,9 %).
Die Aktien waren bis Ende 2022 an der Bourse de Casablanca notiert und Teil des Moroccan All Shares Index (MASI).

## Geschichte
Der Geschäftszweck von Lydec ist es, die Verteilung von Trinkwasser, die Abwasserentsorgung, die Stromverteilung und die öffentliche Beleuchtung in der Region Casablanca durchzuführen.
Ein Vertrag hierüber wurde am 28. April 1997 in Rabat zwischen Lydec und dem Vorsitzenden des Rates der Städtischen Gemeinschaft von Casablanca unter der Aufsicht des Innenministers Driss Basri unterzeichnet.
Der Börsengang fand im Sommer 2005 statt.
Im September 2021 kündigte das marokkanische Innenministerium eine umfassende Reform der Ausführung öffentlicher Dienstleistungen an. Anstelle von privaten Unternehmen sollen regionale Multi-Service-Unternehmen gegründet werden, die den Kommunen vertraglich vereinbarte Dienstleistungen anbieten.
Im Jahr 2024 wird die Société Régionale Multiservices Casablanca-Settat, gegründet und Veolia verkauft alle seine Lydec-Anteile an sie.